# Jonathon Simmons
Jonathon Calvin Simmons (Houston, 14 settembre 1989) è un cestista statunitense.

## Carriera
Il modo in cui Simmons è giunto a militare nell'NBA è degno di nota: dopo aver giocato tre stagioni per due diversi Junior College (istituti che offrono una formazione biennale post-liceale, solitamente frequentati da chi vuole alzare i propri voti in modo da riformulare la domanda per il college o semplicemente entrare il prima possibile nel mondo del lavoro) dapprima e per l'Università di Houston (dove ha potuto per regolamento giocare solo una stagione per via del trasferimento) poi, ha deciso di abbandonare il basket professionistico diventando barbiere dopo non esser stato selezionato al draft. La svolta arriva dopo circa un anno e mezzo, quando la franchigia satellite dei San Antonio Spurs - gli Austin Toros - ha dato la possibilità, previo pagamento di 150 dollari, a chiunque di fare dei provini. Messo sotto contratto nel 2015, dopo la Summer League, ha ottenuto il primo contratto professionistico da oltre un milione di dollari con i San Antonio Spurs.

## Palmarès
- NBA Summer League Finals MVP (2015)

- All-NBDL All-Defensive Third Team (2015)